# Debeli Lug (Žitorađa)
Pour les articles homonymes, voir Debeli Lug.
Debeli Lug (en serbe cyrillique : Дебели Луг) est un village de Serbie situé dans la municipalité de Žitorađa, district de Toplica. Au recensement de 2011, il comptait 23 habitants.

## Démographie
| 1948 | 1953 | 1961 | 1971 | 1981 | 1991 | 2002 | 2011 |
| ---- | ---- | ---- | ---- | ---- | ---- | ---- | ---- |
| 134  | 131  | 118  | 90   | 75   | 60   | 34   | 23   |

|  |